# Wellington Regional Stadium
El Wellington Regional Stadium, (conegut comercialment com a Sky Stadium mitjançant drets d'anomenament) abans conegut com a Westpac Stadium, és un estadi situat a Wellington, Nova Zelanda, on es desenvolupen importants esdeveniments esportius. A causa de la seva forma, és conegut col·loquialment com The Cake-Tin (embolcall de pastís) en altres parts de Nova Zelanda, encara que la gent del lloc ho coneix, simplement, com "l'estadi". Els afeccionats de l'equip de futbol Wellington Phoenix es refereixen al camp com "l'Anell de Foc". Va ser construït el 1999 per Fletcher Building, i està situat a prop dels principals mitjans de transport (com l'estació de tren de Wellington), 1 km al nord del districte de negocis. Va ser construït en uns antics terrenys ferroviaris.
Va ser construït per reemplaçar a l'Athletic Park, que va deixar de considerar-se adequat per a esdeveniments internacionals a causa de la seva ubicació i el seu estat de deterioració. També va ser construït per proporcionar un escenari de major capacitat per a esdeveniments com el Dia Internacional del Cricket.

## Dades
L'estadi és una estadi multiusos, encara que es fa servir principalment per a la pràctica del rugbi. És la seu dels Wellington Lions i dels Wellington Hurricanes, de la Super 14. A més, el Seven de Wellington es disputa en aquest estadi des de l'any 2000.
És també la seu de l'equip de futbol Wellington Phoenix, de l'A-League.
També s'han disputat en aquest estadi trobades d'exhibició de futbol australià.
Al costat de les seves instal·lacions es troba també l'Estadi Central de la Universitat d'Otago, i un campus de l'Escola de Wellington de Cricket, dirigit per l'Associació de Cricket de Wellington.

## Selecció de futbol
L'estadi Westpac també és la seu habitual dels partits de futbol de la selecció de Nova Zelanda. El 14 de novembre de 2009 es va batre el rècord d'assistència en un partit de futbol a Nova Zelanda, quan van assistir 35.194 persones al partit Nova Zelanda - Bahrein, que va culminar amb 1-0 i va suposar la classificació de la selecció neozelandesa per la Copa Mundial de Futbol de 2010 celebrada a Sud-àfrica.

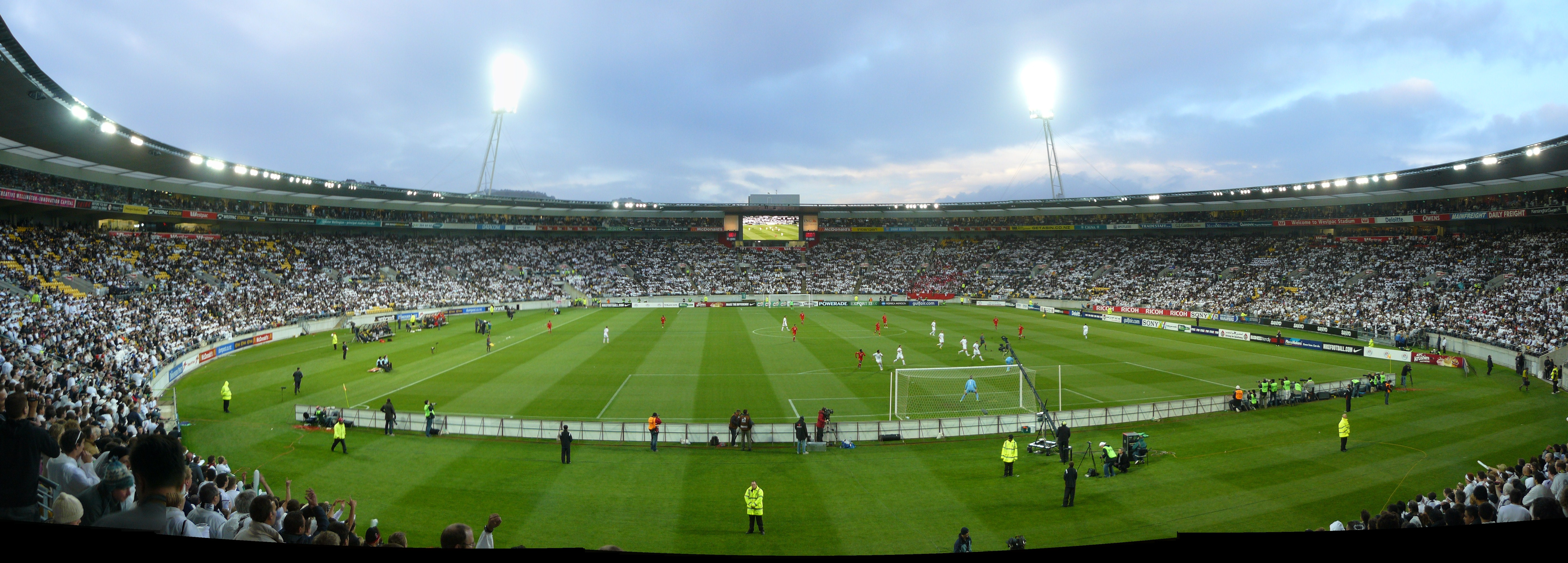
Aspecte de l'estadi durant el partit de classificació per la Copa Mundial de Futbol de 2010 entre i Bahrein, en el qual es va batre el rècord d'assistència en un partit de futbol a Nova Zelanda. Rècord que tornaria a ser superat el 2013 en el partit entre els All Whites i.